# Kállai kettős (Ligeti)
Kállai kettős, también conocida en inglés como Double-Dance de Kálló, Kálló Two-Step, Two Folksongs, o su forma francesa Kálló's pas de deux, es una composición coral temprana del compositor húngaro György Ligeti. Fue compuesta en 1950 y es una de las colecciones de piezas húngaras de Ligeti que creó como un conjunto.

## Composición
Esta composición fue escrita en 1950, cuando Ligeti todavía vivía en Hungría. Como compositor húngaro Béla Bartók, Ligeti estaba muy interesado en adaptar y arreglar la música tradicional húngara con su propio estilo. Durante este período, Hungría atravesaba una era estalinista represiva. El propio Ligeti comentó una vez sobre una de sus ejecuciones:
 

József Gát, un destacado profesor de piano y director coral, me pidió un arreglo de canción folklórica para 'su coro', en 1950, sin decirme cómo se llamaba 'su coro'. Probablemente no quería avergonzarme y yo no pensé en eso en ese momento. Unas semanas después fui citado por la seguridad del estado (llamado ÁVÓ en Hungría). A la hora estipulada tuve que presentarme en la sede de ÁVÓ en el infame Andrássy út 60. Me llevaron a un auditorio donde estaban reunidos József Gát y una cincuentena de mujeres y hombres, vestidos con el uniforme de seguridad estatal de las tropas armadas fronterizas. Cantaron mi obra.
György Ligeti

Ligeti también compuso otras composiciones tempranas vocales basado en canciones populares húngaras, tales como Bujdosó y Mátraszentimrei dalok. Esta composición nunca tuvo un estreno formal, a pesar de que fue publicada por Schott Music en 1952.

## Análisis
La composición tiene dos movimientos, que son los dos bailes diferentes que aparecen en ella. Dura aproximadamente tres minutos en interpretarse. Ambos movimientos están unidos con un attacca. La lista de movimientos es la siguiente:
- 1. Fellülről fúj az őszi szél. Andante
- 2. Eb fél, kutya fél. Allegro molto

Está escrita para un coro mixto compuesto por sopranos, contraltos, tenores y bajos. Las canciones dispuestas en esta composición son canciones tradicionales de la zona húngara de Kálló. El texto ha sido traducido al inglés por Laurie Anne McGowan como una adaptación, es decir, no para la interpretación.

## Grabaciones
- Gyorgy Ligeti Edition Vol 2 - A Cappella Choral Works. Terry Edwards, London Sinfonietta Voices. Sony, 1997.[7]